# Pediococcus
Pediococcus is een geslacht van melkzuurbacteriën (Lactobacillales) die anaeroob en meestal aerotolerant zijn. Ze zijn grampositief en zetten suikers in melkzuur om. De bacteriën zijn homofermentatief en behoren tot de familie van Lactobacillaceae.
Pediococcus zijn, samen met andere melkzuurbacteriën zoals Leuconostoc en Lactobacillus, verantwoordelijk voor de fermentatie van kool, waardoor  zuurkool gemaakt wordt. Hierbij worden de suikers in verse kool gefermenteerd tot melkzuur, die zuurkool een zure smaak en goede houdbaarheid geeft. Pediococcus-bacteriën worden meestal beschouwd als infecties in bier en wijn, hoewel hun aanwezigheid wel gewenst is in bierstijlen zoals lambiek. Bepaalde Pediococcus-isolaten produceren diacetyl die een boterachtig aroma geven aan sommige wijnen (zoals Chardonnay) en een paar bierstijlen. Pediococcus worden gebruikt als probiotica, en worden vaak toegevoegd als gunstige microben in de creatie van kaas en yoghurt.

## Soorten
- Pediococcus acidilactici
- Pediococcus argentinicus
- Pediococcus cellicola
- Pediococcus claussenii
- Pediococcus damnosus
- Pediococcus dextrinicus (synoniem: Pediococcus cerevisiae)
- Pediococcus ethanolidurans
- Pediococcus halophilus
- Pediococcus inopinatus
- Pediococcus lolii
- Pediococcus parvulus
- Pediococcus pentosaceus
- Pediococcus siamensis
- Pediococcus stilesii
- Pediococcus urinaeequi